# Chikan
Chikan (痴漢?) è un termine giapponese che significa "molestatore", adoperato in particolare per designare un individuo di sesso maschile che palpeggia individui di sesso femminile sui mezzi pubblici. Gli atti di libidine del chikan possono andare dal semplice frottage, ovvero lo sfregamento di alcune zone del corpo su quelle della vittima, a toccamenti, sino a fotografie e videoregistrazioni a scopo parafiliaco o erotico della vittima, spesso anche delle sue parti intime (ad esempio fotografie o riprese sotto la gonna).

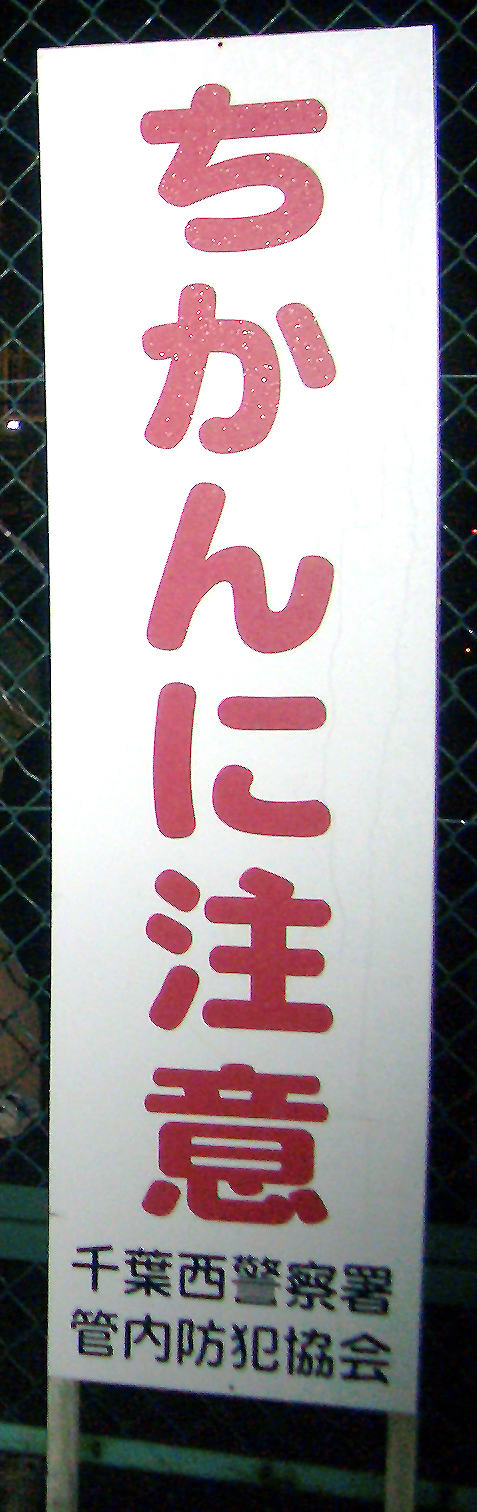
Un cartello giapponese che recita "Attenzione ai palpeggiatori"

Per arginare quella che sta diventando una vera e propria piaga sociale in Giappone, alcune compagnie ferroviarie, come la Linea Saikyō, hanno deciso di creare appositi vagoni "rosa", cui è permesso l'accesso a sole donne. Inoltre, il governo nipponico ha inasprito le sanzioni penali contro i molestatori e le corti hanno implementato tali misure di sicurezza.
Da fenomeno molto diffuso in Giappone, è stato ripreso come genere pornografico, sia cinematografico che dello hentai cartaceo e animato.